# بژوزووکا فولوارچنا
بژوزووکا فولوارچنا (به لهستانی:  Brzozówka Folwarczna) یک روستا در لهستان است که در گمینا یاشونووکا واقع شده‌است.